# ファウスト・クレヴァ
ファウスト・アンジェロ・クレヴァ（Fausto Angelo Cleva, 1902年5月17日 - 1971年8月6日）は、イタリア出身のオペラ指揮者。

## 誕生とその生涯
トリエステの生まれ。地元の音楽院を経てミラノ音楽院で学んだ。1919年にカルカーノ劇場でヴェルディの《椿姫》を指揮して指揮者デビューを飾る。1920年にはアメリカ合衆国に渡り、メトロポリタン歌劇場のコレペティートルや合唱指揮などを担当して研鑽を積み、次第に本番の指揮を任されるようになった。1931年にアメリカ合衆国の市民権を取得し、1934年から1963年までシンシナティ・オペラの音楽監督を務めた。この間に1944年から1946年までシカゴ・オペラ・カンパニーの音楽監督も兼任し、1947年にはハバナでプッチーニの《ラ・ボエーム》を指揮した。1950年から再びメトロポリタン歌劇場の指揮台にも立つようになった。フランスおよびイタリアのオペラを中心に30曲のレパートリーから700回以上の公演を指揮を行った。
彼の指揮は、共演する歌手に対する非常に注意を払い細部まで行き届いた指揮を行うのが特徴である。
1959年にエジンバラ祭でスウェーデン王立歌劇場とともにヴェルディの《リゴレット》を指揮した。
1971年8月6日、アテネでグルックの《オルフェオとエウリディーチェ》を指揮中に心臓発作を起こして死亡した。(69歳)
オペラの伴奏として多くのレコーディングを行っているがいくつか有名な録音がある。例えば、
- リチャード・タッカー、ルシーン・アマーラ（英語版）、ジュゼッペ・ヴァルデンゴ（イタリア語版）と共にルッジェーロ・レオンカヴァッロの《道化師》（1951年・米コロムビア）
- リリー・ポンス、リチャード・タッカーと共にガエターノ・ドニゼッティの《ランメルモールのルチア》（1954年・米コロムビア）
- マリア・カラス、フランコ・コレッリ、ティート・ゴッビと共に、ジャコモ・プッチーニの《トスカ》（1965年3月19日・メトロポリタン歌劇場）
- アンナ・モッフォ、カルロ・ベルゴンツィと共に、ジュゼッペ・ヴェルディの《ルイザ・ミラー》（1965年・RCAビクター）
- レナータ・テバルディ、マリオ・デル・モナコと共に、アルフレード・カタラーニの《ラ・ワリー》（1968年・デッカ）

などである。